# Pompeo Posar
 (août 2022).
Si vous disposez d'ouvrages ou d'articles de référence ou si vous connaissez des sites web de qualité traitant du thème abordé ici, merci de compléter l'article en donnant les références utiles à sa vérifiabilité et en les liant à la section « Notes et références ».
Pompeo Posar est un photographe de nu  américain né à Trieste (Italie) le 21 février 1921 et mort le 5 avril 2004 à Chicago. Il collabora pendant vingt-cinq ans au magazine masculin Playboy.

## Biographie
Il est particulièrement célèbre pour ses photos de playmates du mois en page centrale du magazine Playboy. Il en a photographié 63, depuis Jan Roberts (Miss Août 1962) jusqu'à Lynn Thomas (Miss Mai 1997).

## Publications
- Pompeo Posar, Portfolio : Pompeo Posar, Playboy, 1976
- Pompeo Posar, Playboy Magazine : Playmates Forever! part two, Playboy, 1984
- Pompeo Posar, Playboy's Pompeo Posar a portfolio of beautiful women, Playboy, 1985